# Igor Sečin
Igor Ivanovič Sečin (rusky И́горь Ива́нович Се́чин; * 7. září 1960 Leningrad) je ruský státník, oligarcha a vrcholový manažer, od května 2012 výkonný ředitel ropné společnosti Rosněfť. Je rovněž předsedou představenstva Rosněftegazu, který vlastní kontrolní podíl ve společnosti Rosněfť. Je považován za jednoho z nejvlivnějších lidí v Rusku a jednoho z nejbližších ruskému prezidentu Vladimiru Putinovi.
V letech 1998–2008 byl zástupcem vedoucího prezidentské administrativy Ruska, mezi roky 2004 a 2011 působil jako předseda představenstva Rosněfťu a v období 2008–2012 zastával funkci místopředsedy vlády Ruska. 
Nachází se na sankčních seznamech Austrálie, Evropské unie, Japonska, Kanady, Nového Zélandu, Spojeného království, Spojených států amerických, Švýcarska a Ukrajiny. Ruská média ho přezdívají „Darth Vader“.

## Osobní život
Narodil se 7. září 1960 v Leningradu (dnešní Petrohrad). Otec a matka pracovali v metalurgickém závodě. Jeho rodiče se rozvedli, když byl ještě dítě. Má sestru Irinu.
V roce 1977 nastoupil na Filologickou fakultu Leningradské státní univerzity. Univerzitu měl absolvovat v roce 1982, ale v pátém ročníku byl vyslán jako překladatel do Mosambiku, kde probíhala občanská válka. Studium dokončil v roce 1984 po návratu z Afriky.
V rámci vojenské služby strávil několik měsíců v Turkmenské sovětské socialistické republice a v lednu 1985 byl převelen do Angoly, kde probíhala občanská válka.

## Vyznamenání
- Řád přátelství (2011)[15]
- Řád zásluh o Italskou republiku – III. třída (2017)[16]
- Řád přátelství (2020)[17]